# Carlos Humberto Malfa
Carlos Humberto Malfa (Mar del Plata, província de Buenos Aires, 13 de novembro de 1948) é um clérigo argentino e bispo católico romano emérito de Chascomús.
Carlos Humberto Malfa recebeu o sacramento da Ordem em 28 de dezembro de 1978.
Em 20 de maio de 2000, o Papa Bento XVI o nomeou Bispo de Chascomús. O Núncio Apostólico na Argentina, Dom Santos Abril y Castelló, ordenou-o bispo em 21 de julho do mesmo ano; Os co-consagradores foram o Arcebispo de Bahía Blanca, Rómulo García, e o Bispo de Mar del Plata, José María Arancedo. A posse ocorreu em 29 de julho de 2000.
Em 9 de janeiro de 2024, o Papa Francisco aceitou sua renúncia por idade.